# Andrejová
Andrejová este o comună slovacă, aflată în districtul Bardejov din regiunea Prešov. Localitatea se află la altitudinea de 319 m deasupra n.m., se întinde pe o suprafață de 11,66 km2 și în 2017 număra 365 de locuitori.

## Istoric
Localitatea Andrejová este atestată documentar din 1355.

## Demografie
| An:                | 1994 | 2004    | 2014    | 2024   |
| ------------------ | ---- | ------- | ------- | ------ |
| Număr de persoane: | 287  | 317     | 371     | 351    |
| Diferență:         |      | +10,45% | +17,03% | −5,39% |

| An:                | 2023 | 2024 |
| ------------------ | ---- | ---- |
| Număr de persoane: | 351  | 351  |
| Diferență:         |      | +0%  |